# РГТ-27С
РГТ-27С — термобарическая ручная граната украинского производства. Предназначена для использования против живой силы, небронированной и легкобронированной техники.

## История
Разработку ручной термобарической гранаты (которая рассматривалась в качестве средства вооружения армейских и специальных подразделений для ведения боевых действий в условиях городов и населённых пунктов) вели ГП «Машиностроительная фирма „Артем“» и ООО «Научно-производственная фирма „АДРОН“». В ходе работ было установлено, что масса гранаты не должна превышать 600 грамм, а количество термобарической смеси не должно быть меньше 400 грамм.
11 октября 2016 года на проходившей в Киеве оружейной выставке «Зброя та безпека-2016» был представлен демонстрационный образец 600-граммовой термобарической ручной гранаты под наименованием РГТ-16С.
25 июля 2017 на Гончаровском полигоне в Черниговской области под наименованием РГТ-27С и РГТ-27С2 были представлены два варианта термобарических гранат, разработанных ГП «Машиностроительная фирма „Артем“» (аналогичный РГТ-16С вариант с прямоугольным корпусом и вариант с цилиндрическим корпусом).
10 октября 2017 года гранаты РГТ-27С и РГТ-27С2 были представлены на проходившей в Киеве оружейной выставке «Зброя та безпека-2017».
По состоянию на 20 октября 2017 года, гранаты РГТ-27С и РГТ-27С2 проходили испытания, но на вооружение приняты не были.
В 2020 году гранаты РГТ-27С и РГТ-27С2 были включены в перечень образцов вооружения, предлагаемых на экспорт.

## Описание
Ручная термобарическая граната РГТ-27С состоит из алюминиевого корпуса, в котором размещен центральный подрывной заряд взрывчатого вещества с запалом УЗРГМ, остальной объём корпуса заполнен термобарической смесью. Масса гранаты составляет 600 грамм. При взрыве гранаты подрывной заряд подрывает и распыляет термобарическую смесь. Основными поражающими факторами гранаты являются ударная волна и огненное облако объёмом 13 м³.
Температура горения заряда составляет от 2500 до «почти 3000» °C, а время горения — от 2 до 4 секунд. Осколочного действия нет, так как алюминиевый корпус полностью сгорает без образования осколков.
При взрыве гранаты на открытой местности возникает огненное облако высотой около 2 метров и шириной около 2,8 метров, но на температуру и время горения могут оказать влияние метеоусловия и ряд других факторов.
В ходе испытаний было установлено, что граната является эффективным оружием в закрытых и полузакрытых помещениях, но на открытой местности её эффективность снижается. Кроме того, было установлено, что граната может применяться в качестве средства разминирования местности.

## Варианты и модификации
РГТ-27С и РГТ-27С2 имеют одинаковую конструкцию и отличаются формой корпуса.
- РГТ-27С — вариант с цилиндрическим корпусом высотой 128 мм и диаметром 60 мм
- РГТ-27С2 — вариант с корпусом в виде параллелепипеда 145х50х40 мм

Также разработаны учебно-тренировочные гранаты РГТ-27С и РГТ-27С2, которые представляют собой массогабаритный макет боевых гранат с инертным снаряжением (на корпусе учебных гранат чёрной краской нанесена надпись IНЕРТ).